# سازمان پژوهش و برنامه‌ریزی آموزشی
سازمان پژوهش و برنامه‌ریزی آموزشی یکی از نهادهای وابسته به وزارت آموزش و پرورش ایران است که مسئولیت برنامه‌ریزی و تدوین و انتشار کتاب‌های درسی را بر عهده دارد. رئیس سازمان معاون وزیر آموزش و پرورش محسوب می‌شود.

## پیشینه
به‌موجب مصوبهٔ هیئت وزیران در مهرماه سال ۱۳۴۲، «سازمان کتاب‌های درسی ایران» تشکیل شد و در خردادماه ۱۳۴۶ اساسنامهٔ آن به تصویب مجلس رسید. در تیرماه سال ۱۳۵۵ با تصویب مجلس وقت، «سازمان پژوهش و نوسازی آموزشی» تشکیل و وظایف سازمان کتاب‌های درسی ایران به آن منتقل شد. سپس در اسفندماه ۱۳۵۸ با تصویب شورای انقلاب، عنوان سازمان به «سازمان پژوهش و برنامه‌ریزی آموزشی» تغییر یافت. این سازمان به‌صورت هیئت امنایی اداره می‌شود.

## نشریات
| کتاب دانش‌آموز                                          | کتاب معلم                                              |
| ------------------------------------------------------ | ------------------------------------------------------ |
| اول بایگانی‌شده در ۲۶ ژانویه ۲۰۱۸ توسط Wayback Machine  | اول                                                    |
| دوم بایگانی‌شده در ۱۵ ژانویه ۲۰۱۹ توسط Wayback Machine  | دوم بایگانی‌شده در ۶ دسامبر ۲۰۱۸ توسط Wayback Machine   |
| سوم بایگانی‌شده در ۱۳ ژانویه ۲۰۱۹ توسط Wayback Machine  | سوم بایگانی‌شده در ۱۵ ژانویه ۲۰۱۹ توسط Wayback Machine  |
| چهارم بایگانی‌شده در ۷ ژانویه ۲۰۱۹ توسط Wayback Machine | چهارم بایگانی‌شده در ۷ دسامبر ۲۰۱۸ توسط Wayback Machine |
| پنجم بایگانی‌شده در ۳۱ دسامبر ۲۰۱۸ توسط Wayback Machine | پنجم بایگانی‌شده در ۲۹ دسامبر ۲۰۱۸ توسط Wayback Machine |
| ششم بایگانی‌شده در ۱۴ ژانویه ۲۰۱۹ توسط Wayback Machine  | ششم بایگانی‌شده در ۴ ژانویه ۲۰۱۹ توسط Wayback Machine   |

| کتاب دانش‌آموز                                          | کتاب معلم                                              |
| ------------------------------------------------------ | ------------------------------------------------------ |
| هفتم بایگانی‌شده در ۷ ژانویه ۲۰۱۹ توسط Wayback Machine  | هفتم بایگانی‌شده در ۳۰ دسامبر ۲۰۱۸ توسط Wayback Machine |
| هشتم بایگانی‌شده در ۱۸ دسامبر ۲۰۱۸ توسط Wayback Machine | هشتم بایگانی‌شده در ۲۳ دسامبر ۲۰۱۸ توسط Wayback Machine |
| نهم بایگانی‌شده در ۲۶ دسامبر ۲۰۱۸ توسط Wayback Machine  | نهم بایگانی‌شده در ۲۹ دسامبر ۲۰۱۸ توسط Wayback Machine  |

| کتاب دانش‌آموز                                            | کتاب معلم                                                |
| -------------------------------------------------------- | -------------------------------------------------------- |
| دهم بایگانی‌شده در ۴ ژانویه ۲۰۱۹ توسط Wayback Machine     | دهم بایگانی‌شده در ۱۹ نوامبر ۲۰۱۸ توسط Wayback Machine    |
| یازدهم بایگانی‌شده در ۱ ژانویه ۲۰۱۹ توسط Wayback Machine  | یازدهم بایگانی‌شده در ۳۱ دسامبر ۲۰۱۸ توسط Wayback Machine |
| دوازدهم بایگانی‌شده در ۱ ژانویه ۲۰۱۹ توسط Wayback Machine | دوازدهم بایگانی‌شده در ۲ دسامبر ۲۰۱۸ توسط Wayback Machine |

| فنی‌وحرفه‌ای                        | کاردانش                           |
| --------------------------------- | --------------------------------- |
| عناوین رشته‌های درسی فنی و حرفه ای | گروه‌های صنعت، هنر،خدمات و کشاورزی |

## جشنواره‌ها
جشنواره فیلم رشد نام جشنواره‌ای سینمایی است که هر سال توسط سازمان پژوهش و برنامه‌ریزی وزارت آموزش و پرورش ایران و دفتر تأمین رسانه‌های آموزشی این وزارت‌خانه برگزار می‌شود. این جشنواره با ۴۴ سال سابقه و ۳۷ دوره برگزاری، قدیمی‌ترین جشنواره فیلم در ایران است. محور اصلی جشنواره فیلم رشد به بررسی آثار علمی آموزشی با نگاه به امور درسی اختصاص دارد.
این سازمان همچنین جشنواره کتاب رشد را برگزار می‌کند.

## انتشارات مدرسه
سازمان پژوهش و برنامه‌ریزی آموزشی در سال ۱۳۶۸ انتشارات مدرسه را با هدف انجام وظیفه قانونی خود در زمینه «تألیف، تدوین و انتشار کتب و نشریات آموزشی و کمک آموزشی برای دانش‌آموزان، معلمان و مربیان» تأسیس کرد. این انتشارات به‌منظور گسترش فعالیت‌های خود در بخش‌های فرهنگی و هنری در سال ۱۳۷۳ با حفظ نام انتشارات مدرسه، به مؤسسه فرهنگی مدرسه برهان ارتقا یافت.